# ビッグ・シェル
- メタルギアシリーズ > メタルギアシリーズの用語一覧 > ビッグ・シェル

ビッグ・シェルは、コナミのゲーム『メタルギアソリッド2』に登場する架空の施設。

## 概要
ビッグ・シェルは、2007年にマンハッタン沖で起こったタンカー沈没事件による多量の原油流出が原因でロウアー・ニューヨーク湾洋上に建造された。米国政府の迅速な対応で建造されたビッグ・シェルは、原油回収から清浄化作業までをこなす施設だけではなく、環境保護のシンボルとして世界中に知られていた。しかし、それは表向きの顔であり、裏の顔は自動稼動可能なメタルギアRAYを20台以上保有できる移動要塞アーセナルギアの建造施設であった。ビッグ・シェル自体も原油回収、清浄化の役割を体裁のために働かしているだけで、環境保護のシンボルなどはアメリカがでっちあげた欺瞞であった。ちなみに職員数は少なく、ほとんどの施設が半自動化されており、愛国者達による隠蔽工作の徹底化がうかがえる。
2009年のビッグ・シェル占拠事件の発生後、アーセナルギア起動によって表向きの顔である除染プラントは崩壊し、海に沈んだ。

## 歴史

### マンハッタン沖タンカー沈没事件(2007)
- 『メタルギアソリッド2 タンカー編』

2007年8月8日。反メタルギア財団「フィランソロピー」のエージェントとしてメタルギアの破壊活動を続けていたソリッド・スネークは、アメリカ海兵隊が開発した新型メタルギア・RAYが演習のために極秘裏に輸送されるという情報を入手し、その調査のためハドソン川から大西洋に向けて航行する輸送用の偽装タンカーに単身潜入作戦を展開した。同時刻にロシアのセルゲイ・ゴルルコビッチ及びリボルバー・オセロット率いる私兵部隊がメタルギアを強奪せんとタンカーを強襲した。しかし、オセロットの裏切りによりタンカーが爆破され、私兵部隊及び海兵隊もろともマンハッタン沖の海中に沈められた。
ソリッド・スネークなるテロリストによって引き起こされたものと公表されたが、実際のところは、米国政府影の存在である愛国者達がアーセナルギア建造を目論んで引き起こしたものであった。沈没したタンカーは当初から原油は搭載しておらず、愛国者達は辻褄合わせのために沈没海域に別の原油満載のタンカーを向かわせ、沈没させた。これにより、原油回収という大義名分の下、沈没地点であるロウワー・ニューヨーク湾内にビッグ・シェルが建設された。

### ビッグ・シェル占拠事件(2009)
- 『メタルギアソリッド2 プラント編』

マンハッタン沖タンカー沈没事件から2年後の2009年4月29日。マンハッタン沖に建設された巨大海上除染施設ビッグ・シェルが、「サンズ・オブ・リバティ」を名乗るテロリスト集団に占拠された。当時、施設の視察に訪れていた現職のアメリカ大統領と多数の要人が人質に取られ、要求が呑まれない場合はビッグ・シェルを爆破すると通告した。事件の最中、シェル2の一部が爆破・崩壊し、最終的にはアーセナルギアの起動によって全施設が海中に沈んだ。
事件発生の時点で建造から2年が経過していたが、ハル・エメリッヒ曰く、2年もの歳月をかけて原油を回収し切れていないのは不自然であるとし、またどこかから原油を運んできて定期的に海に垂れ流し、アーセナルギアが完成するのを待っていたのだろうと発言している。

## 構造
各セクションの機能と特徴については各項で詳述する。

### シェル（Shell）
6つの脚と中央棟から構成される巨大な構造物。中央棟を中心に6つの脚が正六角形に配置され、各脚と中央棟が連絡橋により結ばれている。このシェルを南北に2つ並べ、その間を連絡橋で結ぶことで「ビッグ・シェル」全体が構成される。
- シェル1
A-F脚およびシェル1中央棟から構成される。ゲーム序盤部での活動エリア。

- シェル2
G-L脚およびシェル2中央棟から構成される。ゲーム中盤部の活動エリアになるが、テロリスト（ファットマン）のH脚爆弾爆発の影響により大部分が損壊し、さらにハリアー戦でG脚周辺が炎上し各セクション間の連絡が絶たれたため、行けなくなっている場所が多い。実質的な活動エリアはL脚と中央棟のみである。

### 脚（Strut）
「ビッグ・シェル」の最小構成単位の一つ。外見的には、円柱上に扁平な正六角柱を乗せたボルトのような形をしている。六角柱部分の内部に居住スペースがあり、脚によっては屋上も設けられているものがある。

#### シェル1
- A脚
海から汲み上げられた汚染海水はまずここに送られ、ここからさらに「ビッグ・シェル」各部に送られる。除染作業の開始を担う施設。上部施設の南側にポンプ施設本体があり、北側はその制御施設になっている。下部に海底ドックがあり、屋上まで昇降機で結ばれている。海中作業用の潜水艇や潜水服が置かれている。雷電は最初の作戦開始時、海中からここに潜入した。

- B脚
「ビッグ・シェル」の電力をまかなう発電施設。上部施設には変電室がある。雷電が初めて潜入した時点で、SEALsとデッドセルの戦闘によりかなり損壊していたが、電力供給に支障はなかった。

- C脚
トイレや食堂などがあり、「ビッグ・シェル」職員の居住区画になっている。「ビッグ・シェル」は全てのシステムがほぼ完全に自動化されているため、職員数は少なく食堂はごく小規模なものになっている。

- D脚
第1沈殿池がある。A脚から送られてきた汚染海水を巨大な沈殿池に溜め、大きなゴミを沈殿させて取り除く。外部にシェル1シェル2連絡橋があり、シェル2へ行くことができる。

- E脚
屋上に物資搬入用のヘリポートがあり、内部には空輸されてきた資材を各脚に送り出すための集配施設がある。集配設備はダンボール箱を識別して物資を自動でより分けるシステムになっており、省人力化が図られている。下層部からはオイルフェンスでシェル2のL脚と結ばれている。

- F脚
倉庫を中心とした脚。2層に分かれており、「ビッグ・シェル」のメンテナンス用にさまざまな資材が備蓄されている。

#### シェル2
- G脚
油処理施設がある。外部にシェル1シェル2連絡橋があり、シェル1に行くことができる。詳細不明。

- H脚
倉庫がある。詳細不明。

- I脚
機材組立施設がある。詳細不明。

- J脚
発電施設がある。詳細不明。

- K脚
生物化学実験施設がある。詳細不明。

- L脚
汚水処理場がある。原油を取り除いた海水を塩素等の化学薬品を使って殺菌・消毒し、放流可能な状態にするための施設。下層部からはオイルフェンスでシェル1のE脚と結ばれている。

なお、シェル2のL脚以外が詳細不明なのは、H脚はテロリスト（ファットマン）が仕掛けた爆弾が爆発し、G脚はハリアー戦で炎上、他脚は本編中は用が無い上、H脚爆発の影響で損傷し最初から入れないためである。

### 中央棟（Core）
- シェル1中央棟
3階建てになっており、B1には大集会場がある。B2には「ビッグ・シェル」の機能の中枢というべき電算室[2]があり、ここで汚染海水の循環や除染状態の監視等、各施設の管理を全て行うようになっている。またアーセナルギアへの連絡用エレベーターもこのフロアにある。

- シェル2中央棟
汚染海水を除染するシステムの本体。D脚で大きなゴミを除去された汚染海水はここに送られ、炭化水素分解細菌などの微生物を使ってさらに細かな汚れを取り除く。1階は汚染海水の悪臭を除去するための空気清浄施設、B1以下は汚染海水の濾過施設がある。H脚で爆発した爆弾の影響でB1の大部分が浸水・水没していた。

### 連絡橋（connecting bridge）
一口に連絡橋といっても、その形状は各連絡橋ごとに異なっている。
- AB連絡橋
床の所々が金属製の格子状になっており、走ると足音が立つ。鳴り床のデモンストレーション的エリア。

- BC連絡橋
本来はシェル1中央棟へも連絡しているが、フォーチュンとSEALsの交戦の影響でシェル1連絡部が破壊され、この連絡橋から中央棟へは行けなくなっている。

- CD連絡橋
上下2段構造の連絡橋。一部の床が抜けるようになっており、通行の際には注意を要する。

- DE連絡橋
この連絡橋も上下2段構造である。Ｅ脚から双眼鏡で監視する兵士がまれに存在する。

- EF連絡橋
シェル1中央棟への唯一のルート。それ故、クレイモア地雷やガンサイファーにＥ脚からの監視兵等、監視が厳しいエリアになっている。
またシェル１への橋の床はCD連絡橋と同様に抜けるようになっている。

- FA連絡橋
初期からサイファーが配置されており、サイファーの紹介的エリアになっている。

- シェル1シェル2連絡橋
対ハリアー戦の舞台となるエリア。中央部は二階層になっている。

- GH連絡橋
詳細不明。

- HI連絡橋
詳細不明。ファットマンの爆弾により破壊された。

- IJ連絡橋
詳細不明。

- JK連絡橋
詳細不明。

- KL連絡橋
HI連絡橋が破壊されて使えないため、実質的にシェル2中央棟への唯一のルート。
中央棟への連絡部も一部損壊しており、非常に渡りにくくなっている。

- LG連絡橋
足場が一部途切れており、エルードやローリングを駆使する必要がある。
Ｌ脚Ｇ脚間の直接通路とは別に、施設外側の非常通路のような場所を通る。

### オイルフェンス
「ビッグ・シェル」下部の外周に敷設されている、原油の拡散を防ぐための囲い。フェンスの各所に設けられたパイル（尖塔）により汚染海水が汲み上げられ、除染作業のためA脚に送られる。「ビッグ・シェル」上部施設からオイルフェンスへ行くには、フェンスの両端にあたる脚から梯子を使って降りる。梯子は脚の支柱部外周を通っており、高さは約40メートルと推定される（雷電の目測）。フェンス上には足場が組まれているが、強度と幅の制約上、一度に1人しか渡ることができない。また、固定されていないため、非常に不安定で揺れやすくなっている。
- C-H脚下部オイルフェンス
C脚とH脚の各脚の下部を結んでいる。詳細不明。

- E-L脚下部オイルフェンス
E脚とL脚の各脚の下部を結んでいる。ファットマンによりH脚が破壊され、ハリアー戦でシェル1シェル2連絡橋が破壊されたため、シェル間を行き来する唯一のルートとなる。

## アーセナルギア
「ビッグ・シェル」底部にて極秘裏に開発が進められていた巨大メタルギア。海上除染プラントとしての「ビッグ・シェル」は表の顔で、このメタルギアおよびこれのAIである「G.W.」の研究,開発が「ビッグ・シェル」が建造された本来の目的である。なお、アーセナル内部の各部屋は胃、空腸、上行結腸、S状結腸、直腸、回腸と消化器官の名を冠している。また、シャドーモセス島と備品配置が同一の拷問部屋および独房がある。ただし独房には入れず、窓から見えるのみである。
アーセナルギア内部のウイルスセキュリティシステムは、生物の免疫応答をモデルにしており、強固な異物排除機構を有する。システム内部に多数の「異物感知エージェント」が定期巡回しており、アーセナルギア全体が常に監視されている。エージェントは異物（コンピュータ・ウイルス、ワームクラスターなど）を発見すると情報を抗体生産システムに伝達し、そこで改めて「抗体エージェント」と呼ばれるプログラムが自律生産され、異物を除去する。
更に「G.W.」の物理・論理的本体である光ニューラルネットと、それ以外の一般ネットとの間には、「ビット・ブレイン・バリアー」と呼ばれるフェルタリング・システムが存在し、異物侵入を徹底防御している。
アーセナルギア体内には「天狗兵」と呼ばれる精鋭部隊が常時体内の至る箇所に配備されている。彼らは強化外骨格を装着しており、人並みならぬ運動神経を誇り、銃撃戦のみならず、常備している刀での白兵戦をも得意とする。
アーセナル体内は終盤の活動エリアとなる。